# Coupe latine de football 1955
Navigation
Coupe latine 1953 Coupe latine 1956
La Coupe latine 1955 a vu la victoire du Real Madrid. Elle s'est déroulée à Paris et s'est terminée le 26 juin 1955 par la finale au Parc des Princes.

## Demi-finales
| Demi-finale  | Stade de Reims | 3 - 2 ap. | AC Milan | Parc des Princes, Paris |  |
| 22 juin 1955 | Glovacki 45e 138e · Templin 100e | (1 - 1)   | 26e Sørensen · 115e Liedholm |                         |  |
| 22 juin 1955 | Paul Sinibaldi, Raoul Giraudo, Simon Zimny, Robert Jonquet, Armand Penverne, Robert Siatka, Michel Hidalgo, Raymond Kopa, René Bliard, Léon Glovacki, Jean Templin (entraîneur : Albert Batteux) | Équipes   | Lorenzo Buffon, Eros Beraldo, Mario Bergamaschi, Franco Pedroni, Francesco Zagatti, Nils Liedholm, Juan Schiaffino, Eduardo Ricagni, Gunnar Nordahl, Amleto Frignani, Sørensen (entraîneur : Ettore Puricelli) |                         |  |

Les deux équipes étant toujours à égalité (2 - 2) après la prolongation, soit 120 minutes dans la demi-finale opposant le Stade de Reims au Milan AC, le match continua jusqu'à ce que Reims ne l'emporte à la mort subite sur un but de Léon Glovacki à la 138e minute de jeu.
| Demi-finale  | Real Madrid | 2 - 0   | CF Belenenses | Parc des Princes, Paris        |                                |
| 22 juin 1955 | Zárraga 14e · Pérez Payá 60e | (1 - 0) | | Arbitrage : Vincenzo Orlandini | Arbitrage : Vincenzo Orlandini |
| 22 juin 1955 | Juan Alonso, Rafael Lesmes, Joaquín Oliva, Joaquín Navarro, Miguel Muñoz, Héctor Rial, Paco Gento, José María Zárraga, Alfredo Di Stéfano, José Luis Pérez Payá, Luis Molowny (entraîneur : José Villalonga) | Équipes | José Pereira, Vicente Lucas, Serafim Neves, Carlos Silva, Raúl Figueiredo, Francisco Pires, Miguel Di Pace, Tito, Matateu, José Dimas, Ricardo Pérez (entraîneur : Fernando Riera) | Arbitrage : Vincenzo Orlandini | Arbitrage : Vincenzo Orlandini |

## Match pour la troisième place
| Match pour la 3e place | AC Milan | 3 - 1   | CF Belenenses | Parc des Princes, Paris      |                              |
| 25 juin 1955           | Ricagni 16e 73e · Nordahl 83e | (1 - 0) | 81e Matateu | Arbitrage : Juan Gardeazábal | Arbitrage : Juan Gardeazábal |
| 25 juin 1955           | Riccardo Toros, Cesare Maldini, Eros Beraldo, Arturo Silvestri, Francesco Zagatti, Franco Pedroni, Omero Tognon, Albano Vicariotto, Valentino Valli, Eduardo Ricagni, Gunnar Nordahl (entraîneur : Ettore Puricelli) | Équipes | José Pereira, Vicente Lucas, Serafim Neves, Carlos Silva, Miguel Di Pace, Francisco Pires, Raúl Figueiredo, Tito, José Dimas, Matateu, Ricardo Pérez (entraîneur : Fernando Riera) | Arbitrage : Juan Gardeazábal | Arbitrage : Juan Gardeazábal |

## Finale
| 26 juin 1955 | Real Madrid | 2 - 0 | Stade de Reims | Parc des Princes, Paris                                   |                                                           |
| | Rial 7e 69e | (1 - 0) |                | Spectateurs : 35 776 Arbitrage : Fernandes Joaquim Campos | Spectateurs : 35 776 Arbitrage : Fernandes Joaquim Campos |
| Juan Alonso - Joaquín Navarro, Joaquín Oliva, Ángel Atienza - Miguel Muñóz, José María Zárraga - Luis Molowny, José Luis Pérez Payá, Alfredo Di Stéfano, Héctor Rial, Francisco Gento (entraîneur : José Villalonga) | Équipes     | Paul Sinibaldi - Simon Zimny, Robert Jonquet, Raoul Giraudo - Armand Penverne, Robert Siatka - Michel Hidalgo, Léon Glovacki, Raymond Kopa, René Bliard, Jean Templin (entraîneur : Albert Batteux) |                | Spectateurs : 35 776 Arbitrage : Fernandes Joaquim Campos | Spectateurs : 35 776 Arbitrage : Fernandes Joaquim Campos |